# Ельвсбюн (комуна)
Комуна Ельвсбюн (швед. Älvsbyns kommun) — адміністративно-територіальна одиниця місцевого самоврядування, що розташована в лені Норрботтен у північній Швеції. 
Ельвсбюн 56-а за величиною території комуна Швеції. Адміністративний центр комуни — місто Ельвсбюн.

## Населення
Населення становить 8 234 чоловік (станом на вересень 2012 року). 
| Кількість населення комуни Ельвсбюн за 1970-2010 роки | Кількість населення комуни Ельвсбюн за 1970-2010 роки | Кількість населення комуни Ельвсбюн за 1970-2010 роки | Кількість населення комуни Ельвсбюн за 1970-2010 роки | Кількість населення комуни Ельвсбюн за 1970-2010 роки |
| ----------------------------------------------------- | ----------------------------------------------------- | ----------------------------------------------------- | ----------------------------------------------------- | ----------------------------------------------------- |
| Рік                                                   |                                                       |                                                       | Населення                                             |                                                       |
| 1970                                                  | 1970                                                  |                                                       | 8 700                                                 | 8 700                                                 |
| 1975                                                  | 1975                                                  |                                                       | 9 145                                                 | 9 145                                                 |
| 1980                                                  | 1980                                                  |                                                       | 9 624                                                 | 9 624                                                 |
| 1985                                                  | 1985                                                  |                                                       | 9 458                                                 | 9 458                                                 |
| 1990                                                  | 1990                                                  |                                                       | 9 400                                                 | 9 400                                                 |
| 1995                                                  | 1995                                                  |                                                       | 9 400                                                 | 9 400                                                 |
| 2000                                                  | 2000                                                  |                                                       | 8 947                                                 | 8 947                                                 |
| 2005                                                  | 2005                                                  |                                                       | 8 655                                                 | 8 655                                                 |
| 2010                                                  | 2010                                                  |                                                       | 8 335                                                 | 8 335                                                 |
| Джерело: SCB                                          |                                                       |                                                       |                                                       |                                                       |

## Населені пункти
Комуні підпорядковано 4 міські поселення (tätort) та низка сільських, більші з яких:
- Ельвсбюн (Älvsbyn)
- Відсель (Vidsel)
- Корстреск (Korsträsk)
- Вісстреск (Vistträsk)
- Бредсель (Bredsel)
- Тверон (Tvärån)
- Польстреск (Pålsträsk)

## Міста побратими
Комуна підтримує побратимські контакти з такими муніципалітетами:
- Комуна Фауске, Норвегія
- Гаапавесі, Фінляндія
- Мончегорськ, Росія

## Галерея

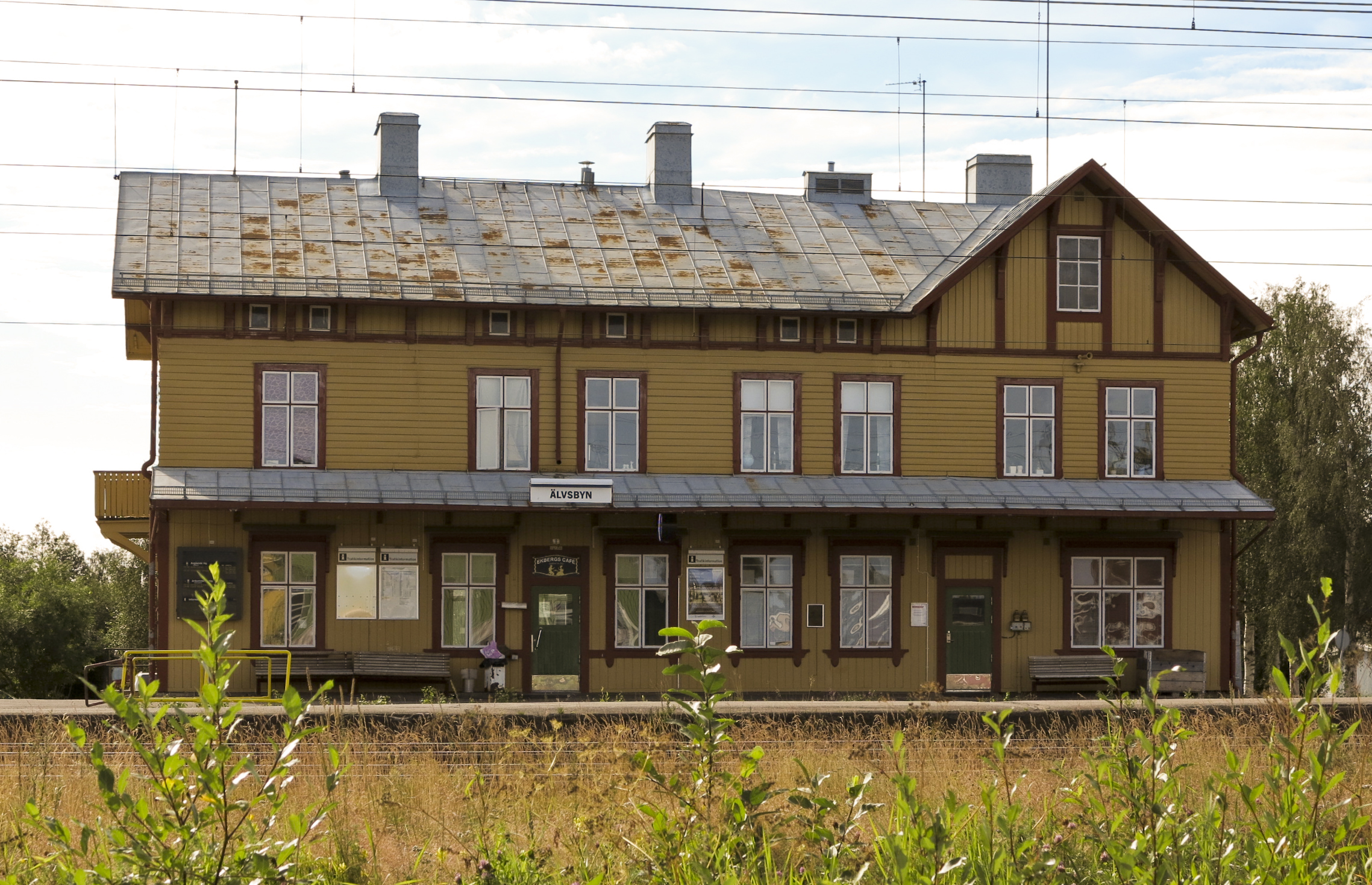
Залізнична станція Ельвсбюн
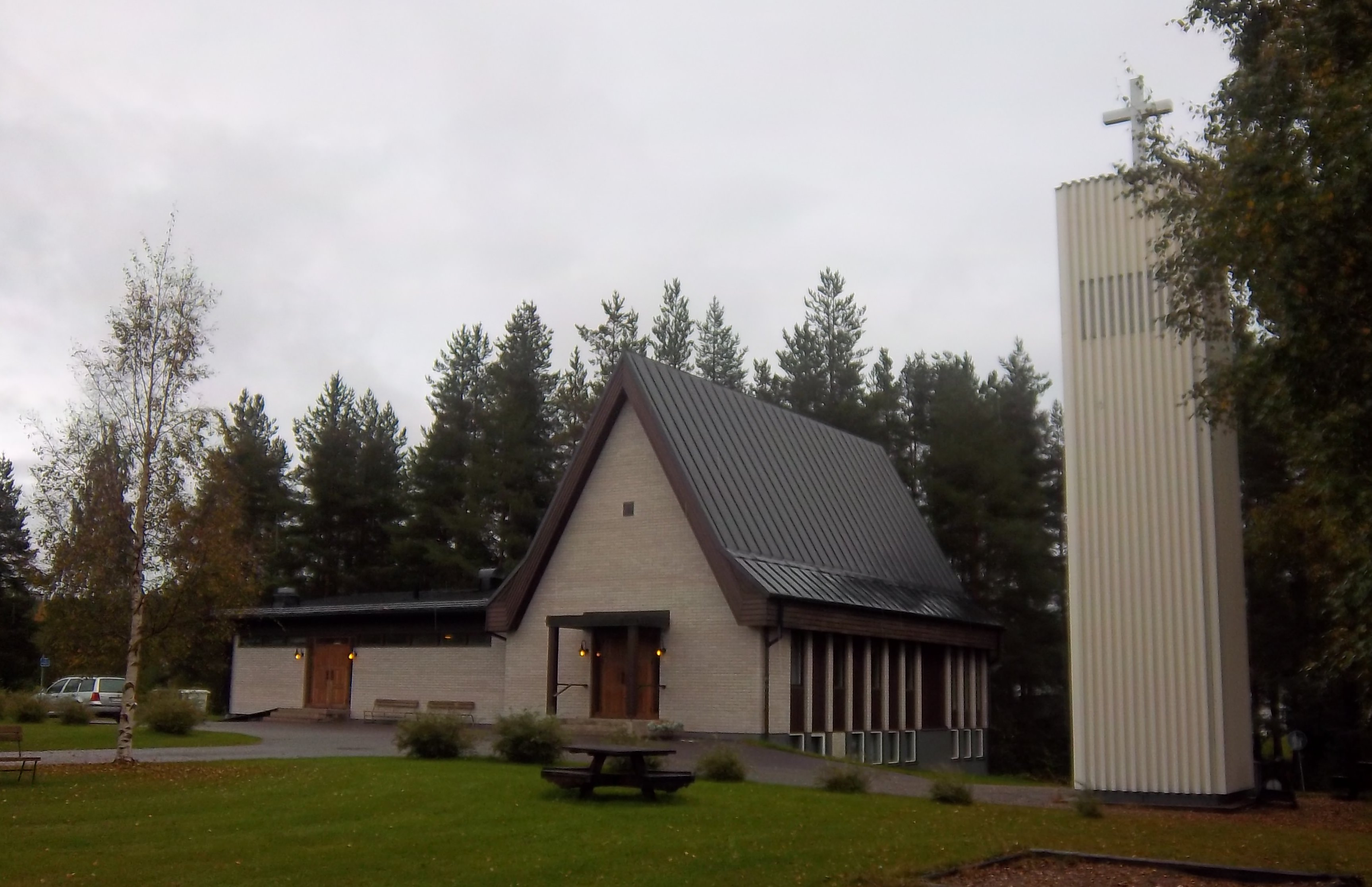
Церква (Відсель)
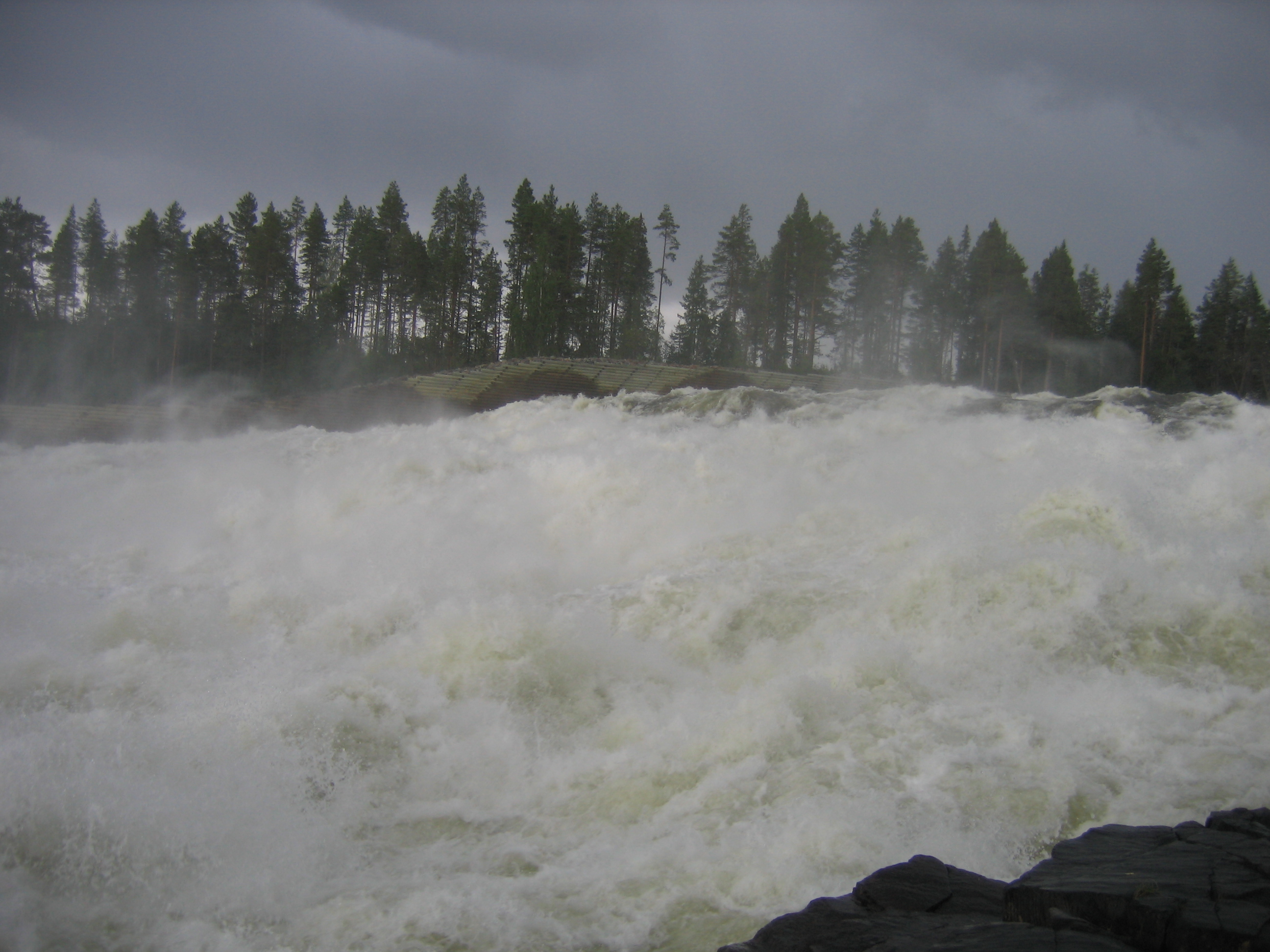
Водоспад Стурфорсен

## Виноски
1. ↑  Folkmangd i riket, lan och kommuner (шв.) . Центральне бюро статистики Швеції. Архів оригіналу за 20 серпня 2013. Процитовано 13 лютого 2013.